# Jorge Andrew
Jorge Andrew (nació el 2 de noviembre de 1951, en Caracas, Venezuela) es un jugador de tenis profesional de Venezuela.

## Dobles finales
| N.º | Fecha | Torneos          | Superficie    | Pareja           | Oponentes                       | Resultado |
| --- | ----- | ---------------- | ------------- | ---------------- | ------------------------------- | --------- |
| 1.  | 1974  | Dublín , Irlanda | Dura          | Lito Álvarez     | Colin Dowdeswell John Yuill     | 3–6, 2–6  |
| 2.  | 1977  | Bogotá, Colombia | Tierra batida | Carlos Kirmayr   | Hans Gildemeister Belus Prajoux | 4–6, 2–6  |
| 3.  | 1979  | Berlín, Alemania | Tierra batida | Stanislav Birner | Carlos Kirmayr Ivan Lendl       |           |